# Karol Małłek

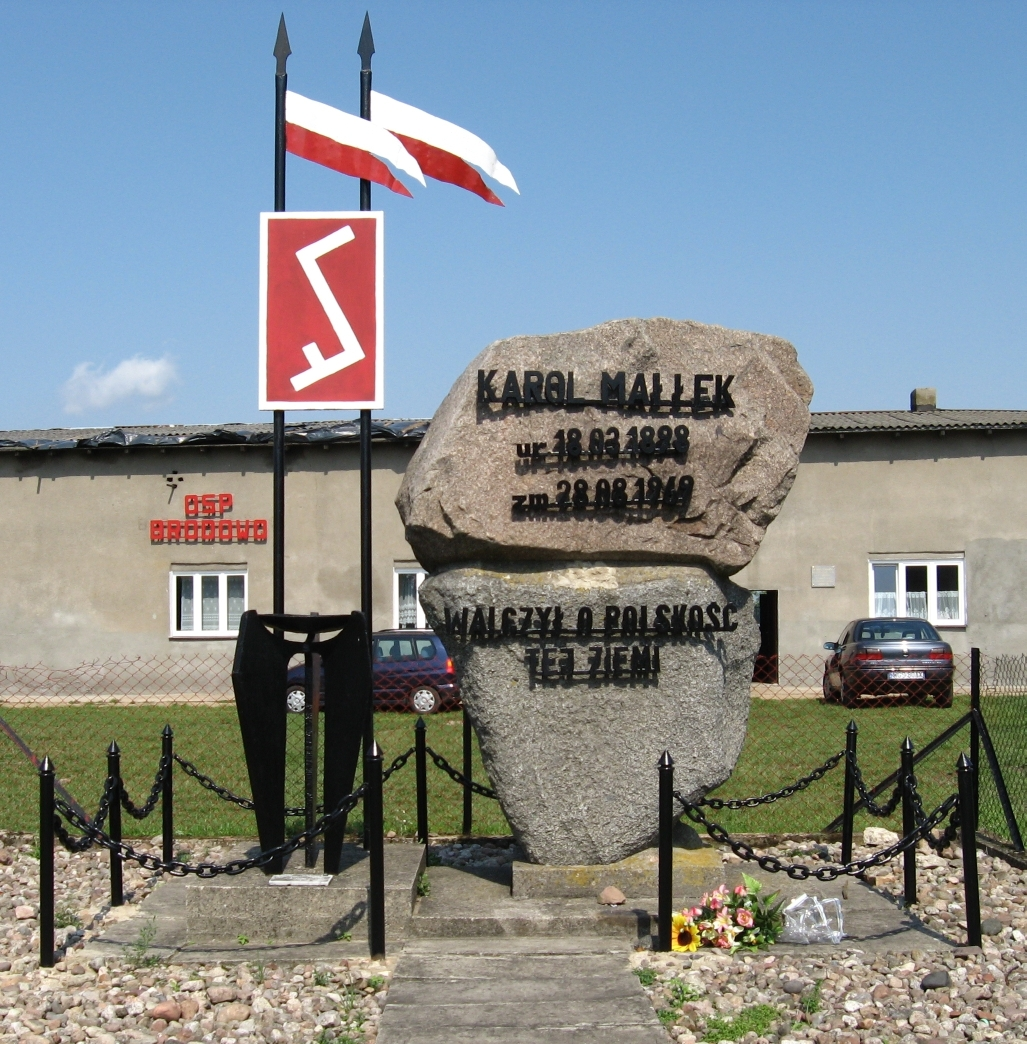
Pomnik Karola Małłka w rodzinnym Brodowie w woj. warmińsko-mazurskim

Karol Małłek (ur. 18 marca 1898 w Brodowie, zm. 28 sierpnia 1969 w Krutyni) – działacz mazurski, pisarz, folklorysta, publicysta i nauczyciel. Pochodził z rodziny polskiej.

## Życiorys
Od 1904 do 1911 uczęszczał do szkoły podstawowej w Brodowie, po której ukończeniu pracował w gospodarstwie rodziców. Pod koniec I wojny światowej w 1917 został powołany do armii pruskiej do służby w kawalerii. Po odbyciu przeszkolenia przeniesiono go jednak do artylerii i wysłano na front zachodni, gdzie walczył w okolicach Verdun. Po zawieszeniu broni w 1918 uczestniczył w organizacji rad robotniczych w armii pruskiej (jako sympatyk Związku Spartakusa). Zdemobilizowany w 1919.
W latach 20. i 30. był nauczycielem i kierownikiem w różnych szkołach w Działdowie i okolicach, ukończył kilka kursów nauczycielskich. Był także działaczem ewangelickim (pełnił funkcje skarbnika Polsko-Mazurskiego Towarzystwa Ewangelickiego i sekretarza Oddziału Zrzeszenia Ewangelików Polskich w Działdowie). Prowadził także działalność oświatową wśród Mazurów. Od 1921 należał do Towarzystwa Przyjaciół Mazur. W 1922 został sekretarzem Związku Nauczycielstwa Polskiego Szkół Powszechnych. W 1931 pełnił funkcję sekretarza Związku Mazurów, a od kwietnia 1935 do wybuchu II wojny światowej był prezesem nowego ZM w Działdowie.
Współpracował z „Gazetą Mazurską” oraz „Kalendarzem dla Mazurów”. Publikował wiersze, artykuły, prace folklorystyczne i felietony.
W trakcie II wojny światowej ukrywał się pod Warszawą przed gestapo jako Jan Michał Skoryna. Od 1942 do 1944 był robotnikiem w Warszawie. W 1943 reaktywował Związek Mazurów. W grudniu 1944 referował na posiedzeniu PKWN problemy mazurskie. W 1945 pełnił przez pół roku urząd starosty w Działdowie. W latach 1945–1948 był prezesem Instytutu Mazurskiego w Olsztynie. Był także kierownikiem Mazurskiego Uniwersytetu Ludowego w Rudziskach Pasymskich (w latach 1945–1950 i 1957–1960). Od 1950 do 1951 był pracownikiem Kuratorium Okręgu Szkolnego olsztyńskiego, następnie przeszedł na emeryturę.
W latach 1947–1950 był zastępcą członka Rady Naczelnej Polskiego Związku Zachodniego. Zasiadał również w Radzie Naczelnej TRZZ. Działał w PSL, PPS i PZPR (w 1950 pozbawiony członkostwa w partii, w 1956 przywrócony). Był radnym Wojewódzkiej Rady Narodowej w Warszawie i Olsztynie. Przez wiele lat zasiadał w Ogólnopolskim Komitecie Frontu Jedności Narodu.
Był członkiem Związku Literatów Polskich (od 1956), a także honorowym członkiem Ośrodka Badań Naukowych im. W. Kętrzyńskiego w Olsztynie (od 1966).
Od 1951 do 1957 mieszkał w Krutyniu. Od 1960 do 1963 mieszkał w Olsztynie, a następnie do 1969 w Toruniu. Zmarł w Krutyniu. Został pochowany na cmentarzu komunalnym w Olsztynie (kw. 13B rząd 5 grób 1/3).
Kurator Diecezji Mazurskiej i delegat do Synodu Kościoła Ewangelicko-Augsburskiego w PRL.

## Życie prywatne
Był synem Wilhelma i Henryki Augusty z Mareńskich. Jego bracia (Edward i Robert M. Edward) byli aktywnymi działaczami ruchu mazurskiego.
Żonaty z Wilhelminą A. Piechą, z którą miał trzech synów – historyka, prof. Janusza Małłka, a także ks. ewangelickiego Ryszarda Małłka oraz nauczyciela Leopolda Małłka.

## Publikacje
- Jutrznia mazurska na Gody,
- Mazurski śpiewnik regionalny,
- Plon. Dożynki na Mazurach,
- Wesele mazurskie,
- Z Mazur do Verdun – wspomnienia autora z okresu dzieciństwa, młodości oraz służby w wojsku pruskim pod koniec I wojny światowej (lata 1890–1919).

## Książki
(w nawiasie rok wydania)
- Jest dąb nad Mukrem (wspólnie z A. Jareckim, 1956)
- Opowieści znad mazurskiego Gangesu (1964)
- O dawnych zwyczajach ludowych (1966)
- Z Mazur do Verdun, 4 tomy (1967)
- Interludium mazurskie (1968)
- Z Mazur do podziemia (1970)
- Polskie są Mazury (1972) – pośmiertna nagroda „Polityki” w 1973
- Jutrznia mazurska na gody i inne widowiska (1980)
- Dzienniki (1979–1980)

## Nagrody i odznaczenia
Przyznano mu nagrodę literacką Prezydium Wojewódzkiej Rady Narodowej w Olsztynie w 1956. Otrzymał także m.in. Order Sztandaru Pracy II klasy (1958), Krzyż Kawalerski Orderu Odrodzenia Polski (1956), Złoty Krzyż Zasługi (1938), odznakę ZNP (1960), Odznakę „Zasłużony dla Warmii i Mazur” (1961), Odznakę Tysiąclecia Państwa Polskiego (także w 1961), a także pośmiertnie nagrodę tygodnika „Polityka” (1979) oraz Medal Rodła (1988).

## Upamiętnienie
Od 1988 jego imię nosiły nagrody czasopisma „Warmia i Mazury” (wychodzącego do 1990). Także w 1988 postawiono jego pomnik w Brodowie, a w 1989 tablicę pamiątkową w Pieckach. Jego imieniem nazwano szkoły podstawowe w Krutyniu i Narzymiu, dąb nad Mukrem koło Zgonu, ulice w Działdowie, Olsztynie i Ostródzie, a także szlak turystyczny z Krutynia do leśniczówki Pranie.